# اوجنتیگ
اوجنتیگ (به انگلیسی: Eugenitin) با فرمول شیمیایی C۱۲H۱۲O۴ یک ترکیب شیمیایی با شناسه پاب‌کم ۳۰۸۳۵۸۱ است. که جرم مولی آن ۲۲۰٫۲۲ g/mol می‌باشد. 